# Af Klercker
Slægten af Klercker er en svensk adelsslægt, der nedstammer fra sognepræsten Peter Reinhold Klerck (1700-1775) fra Kågeröd og Stenestad i Skåne, hvis tre sønner blev adlet med navnet "af Klercker". Senere fik slægten også en gren i Finland.
- Carl Nathanael Klerck (1734–1817) adledes i 1780 med navnet af Klercker og blev introduceret i 1781 under nummer 2132 i Den svenske ridderstand. For sine værdifulde bidrag under Den finske krig ophøjet til friherre i 1809. Denne gren, hvor friherreværdigheden kun tilfaldt den øverste inden for slægten, uddøde i Sverige i 1848, men fortsatte på mandssiden (sværdsiden) i Finland indtil 1868, idet der i 1818 var blevet indført en slægtsgren i Den finske ridderstand. Carl Nathanaels brødre blev senere slået til riddere og optaget i standen på broderens nummer.[2]
- Adolf Klerck (1746-1818) var artilleriofficer. Han blev medlem af det Kongelige svenske krigsvidenskabsakademi og endte som generalmajor i hæren. I 1787 blev han forfremmet til løjtnant og optaget gennem broderen Karl Nathanael af Klerckers navn og nummer. Denne gren eksisterer fortsat i Sverige med nummeret 2132 B i Den svenske ridderstand.[3]
- Gustaf Fredrik Klerck (1751–1812) var major på Skärgårdsflåden og medlem af det Kongelige svenske krigsvidenskabsakademi. Han blev slået til ridder i 1801 og blev i lighed med Adolf Klerck optaget i ordenen gennem broderen Karl Nathanaels navn og nummer. Gustaf Fredrik af Klerckers to sønner døde som spæde, og hans gren uddøde dermed.

Den 31. december 2013 boede der 53 personer med efternavnet af Klercker i Sverige.

## Personer med efternavnet af Klercker
- Adolf af Klercker (1746–1818), generalmajor
- Bertil af Klercker (1910–1986), jurist, direktør
- Brita af Klercker (1906–2001), kunstner
- Carl Nathanael af Klercker (1734–1817), general og friherre
- Carl-Henrik af Klercker (1903–1986), civilingeniør
- Cecilia af Klercker (1869–1951), oldfrue hos dronning Victoria
- Ernst af Klercker (1881-1955), generalløjtnant
- Fredrik af Klercker (1869–1941), diplomat
- Fredrik af Klercker (1908–1969), industrimand
- Georg af Klercker (1887–1951), skuespiller, manuskriptforfatter, instruktør
- Gustaf Fredrik af Klercker (1751–1812), major
- Johan af Klercker (1883–1933), sportsjournalist
- John af Klercker (1866–1929), botaniker
- Kjell-Otto af Klercker (1871–1959), læge, professor
- Selma Wiklund af Klercker (1872–1923), skuespiller, gift med Georg af Klercker.
- Stig af Klercker (1904–1963), oberst
- Tage af Klercker (1874–1966), generalmajor